# Шицс, Юрис
Юрис Шицс (латыш.  Juris Šics; 26 апреля 1983 года, Сигулда, Латвийская ССР) — латвийский саночник, трёхкратный призёр Олимпийских игр, восьмикратный призёр чемпионатов мира, трёхкратный чемпион Европы. Кавалер Ордена Трех звезд (2010). Кавалер Креста Признания III степени (2014). Заниматься профессиональным санным спортом в соревнованиях двоек начал в 1998 году. В соревнованиях двоек участвует вместе со своим братом Андрисом. Серебряный призёр в зимних Олимпийских играх 2010 года (Ванкувер). На мировом чемпионате в 2008 и в 2009 году получил бронзу. На зимних Олимпийских играх 2014 года в Сочи завоевал две бронзы.
Братья Шицсы завершили карьеру в апреле 2022 года.